# Jonny Weston
Jonny Weston (Charleston, 16 de junio de 1988) es un actor estadounidense.

## Biografía
Weston nació en Charleston (Carolina del Sur). Su madre es una terapeuta educacional, y su padre tiene una estación de radio cristiana.
Interpretó al surfista Jay Moriarity en la película Chasing Mavericks.
También apareció en Sugar, John Dies at the End, About Cherry y Caroline and Jackie.

## Filmografía

### Cine
|      | Year                                    | Title         | Role |
| 2011 | Someday This Pain Will Be Useful to You | Thom          |      |
| 2012 | John Dies at the End                    | Justin White  |      |
| 2012 | About Cherry                            | Bobby         |      |
| 2012 | Caroline and Jackie                     | Jack          |      |
| 2012 | Under the Bed                           | Neal Hausman  |      |
| 2012 | Chasing Mavericks                       | Jay Moriarity |      |
| 2013 | Sugar                                   | B-Wild        |      |
| 2014 | Kelly & Cal                             | Cal           |      |
| 2014 | Taken 3                                 | Jimmy         |      |
| 2015 | Project Almanac                         | David Raskin  |      |
| 2015 | The Divergent Series: Insurgent         | Edgar         |      |
| 2015 | We Are Your Friends                     | Dustin Mason  |      |
| 2016 | La Serie Divergent Series: Allegiant    | Edgar         |      |
| 2017 | Skyline 2: Beyond                       | Trent Corley  |      |
| 2018 | Benjamin                                | Tom           |      |
| 2023 | The Tutor                               | Gavin         |      |

| Year | Title                     | Role           | Notes                    |
| ---- | ------------------------- | -------------- | ------------------------ |
| 2011 | Pocket Dial               | Andrew         | Episodio: "Intercom"     |
| 2011 | Supah Ninjas              | James / Spyder | Episodio: "Subsiders"    |
| 2011 | ASS Apartment Sketch Show | Philip         | Episodio: "Smurf"        |
| 2018 | Medal of Honor            | Ty M. Carter   | Episodio: "Ty M. Carter" |